# Vânju Mare
Vânju Mare je město na jihu rumunské župy Mehedinți v historické oblasti Olténie. Ve městě žije přibližně 5 000 obyvatel, což z něho činí čtvrté největší sídlo v župě. Do správy města spadají i vesnice Bucura, Nicolae Bălcescu, Orevița Mare, and Traian.

## Geografie
Město se nachází přibližně 32 km jihovýchodním směrem od sídla župy Drobeta-Turnu Severin. Přibližně 30 km jihozápadním směrem se nachází trojmezí Rumunska, Srbska a Bulharska. Městem neprotéká žádný vodní tok.

## Doprava
Městem prochází silnicie DN56A, která začíná ve městě Drobeta-Turnu Severin a končí poblíž hraničního přechodu s Bulharskem u města Calafat. Poblíž se nenachází žádná železniční stanice.